# 吉隆小檗
吉隆小檗（学名：Berberis gilungensis）为小檗科小檗属的植物，为中国的特有植物。分布在中国大陆的西藏等地，生长于海拔3,200米至3,400米的地区，多生长在林内及沼泽化林缘，目前尚未由人工引种栽培。